# Hans-Joachim Walde
Hans-Joachim Walde, né le 28 juin 1942 à Szklary Górne en province de Silésie et mort le 18 avril 2013  à Jever, est un athlète allemand, spécialiste du décathlon.

## Biographie
Il a remporté deux médailles aux Jeux olympiques d'été : le bronze en 1964 à Tokyo pour l'équipe unifiée d'Allemagne en se classant derrière son compatriote Willi Holdorf  et le Soviétique Rein Aun, et l'argent quatre ans plus tard à Mexico, sous les couleurs de l'Allemagne de l'Ouest, devancé par l'Américain Bill Toomey.
Il se classe troisième des Championnats d'Europe 1971, à Helsinki, derrière Joachim Kirst et Lennart Hedmark. Il s'adjuge par ailleurs le titre des Universiades d'été de 1967 se déroulant à Tokyo, au Japon.
Il remporte deux titres de champion d'Allemagne de l'Ouest, en 1964 et 1969.
Son record personnel au décathlon, établi le 4 juillet 1971 à Bonn, est de 8 122 points.

### Palmarès
| Date | Compétition           | Lieu     | Résultat | Performance |
| ---- | --------------------- | -------- | -------- | ----------- |
| 1964 | Jeux olympiques       | Tokyo    | 3e       | 7 809 pts   |
| 1967 | Universiade           | Tokyo    | 1er      | 7 819 pts   |
| 1968 | Jeux olympiques       | Mexico   | 2e       | 8 111 pts   |
| 1971 | Championnats d'Europe | Helsinki | 3e       | 7 951 pts   |

### Records
| Épreuve   | Performance | Lieu | Date           |
| --------- | ----------- | ---- | -------------- |
| Décathlon | 8 122 pts   | Bonn | 4 juillet 1971 |